# LAULA
LAULA（ラウラ）は神奈川県藤沢市出身のハワイアンデュオ。

## 略歴
1999年、3人組として結成。
2000年5月、メンバーが現在の2人になる。
2003年7月、デビュー。

## メンバー
- 松井貴志（まついたかし、1月18日 - ）ギター・ボーカル
- 来海大（らいかいひろし、10月31日 - ）ウクレレ・ボーカル

## ディスコグラフィー

### シングル
1. 君らしく僕らしく　（2004年12月15日）
2. 江ノ電 －旅立ちの章－　（2006年4月21日）
3. 季節（とき）の旅人　（2006年8月23日）
4. 明日に咲く花　（2007年9月5日）ユニバーサルミュージック
5. 夢で逢いましょう　（2007年11月14日）ユニバーサルミュージック
6. アロハマイ・アロハノ〜Hawaiian Love Song〜　（2008年3月5日）ユニバーサルミュージック
7. 愛は勝つ　（2008年7月30日）　ユニバーサルミュージック

### ミニ・アルバム
1. Ka liko lua（カリコルア）　（2003年7月24日、2006年9月27日）パイオニアLDC
2. 湘南キャンドル　（2006年12月6日）

### スタジオ・アルバム
1. KA MAKANI（カ マカニ）　（2004年5月26日）
2. MOHALA（モハラ）　（2005年5月18日）
3. Hangloose（ハングルーズ）　（2005年11月23日）
4. MEA PUNAHELE（メア プナヘレ）　（2006年5月24日）
5. DOUBLE RAINBOW BEST OF LARLA　（2007年6月6日）2枚組ベスト・アルバム
6. Puka mai ka lā（プカ マイ カ ラー）　（2010年8月8日）